# 张伯伦广场

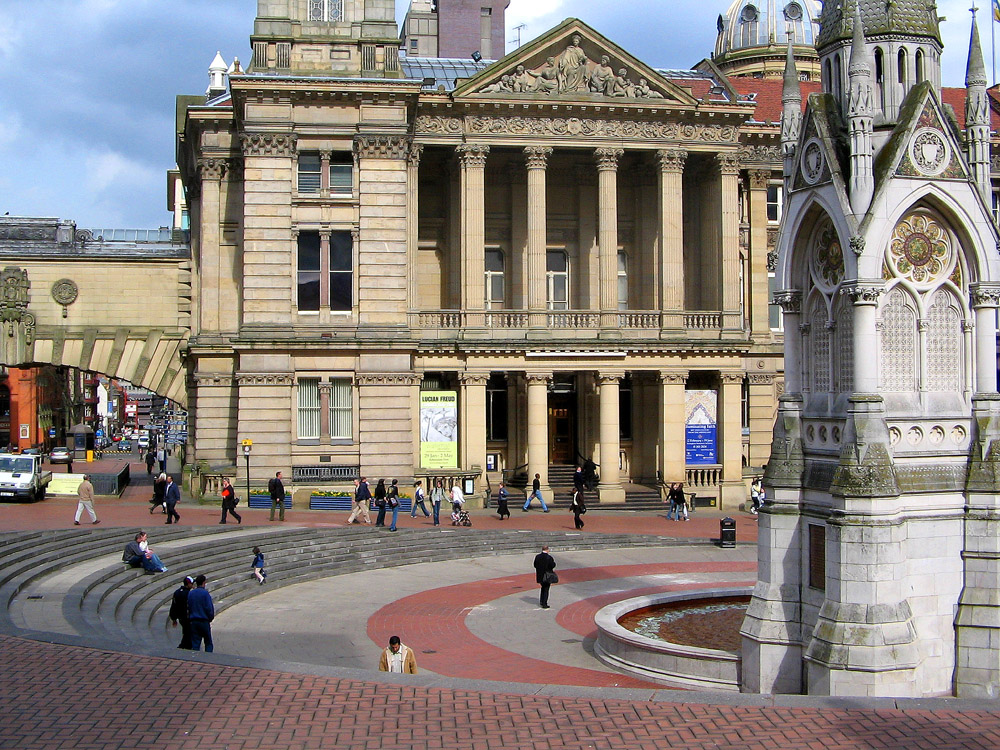
张伯伦广场

张伯伦广场（Chamberlain Square）是英格兰伯明翰市中心的一个广场，以约瑟夫·张伯伦命名。毗邻维多利亚广场。
广场上有：
- 伯明翰中央图书馆
- 伯明翰市议会（侧面）
- 伯明翰博物馆与美术馆
- 伯明翰市政厅（后部）
- 大布鲁姆钟（Big Brum）
- 张伯伦纪念碑（列为二级古迹）
- 约瑟夫·普里斯特利雕像
- 詹姆斯·瓦特雕像
- 托马斯·阿特伍德雕像

詹姆斯·瓦特的雕像原本位于市政厅旁边的天堂街。普里斯特利雕像原本位于维多利亚广场（当时称为市议会广场）。
图书馆台阶的流线弧形构成一个圆形剧场（amphitheatre），使广场适于进行公共活动。
一年一度的伯明翰圣诞工艺品博览会在张伯伦广场举行，从11月的第三个星期五至12月23日。活动开始于1997/8年 – 意图推动伯明翰的市中心重新焕发活力。
伯明翰的“BBC大屏幕”在2007年9月以前位于张伯伦广场“大屏幕”目前位于维多利亚广场。

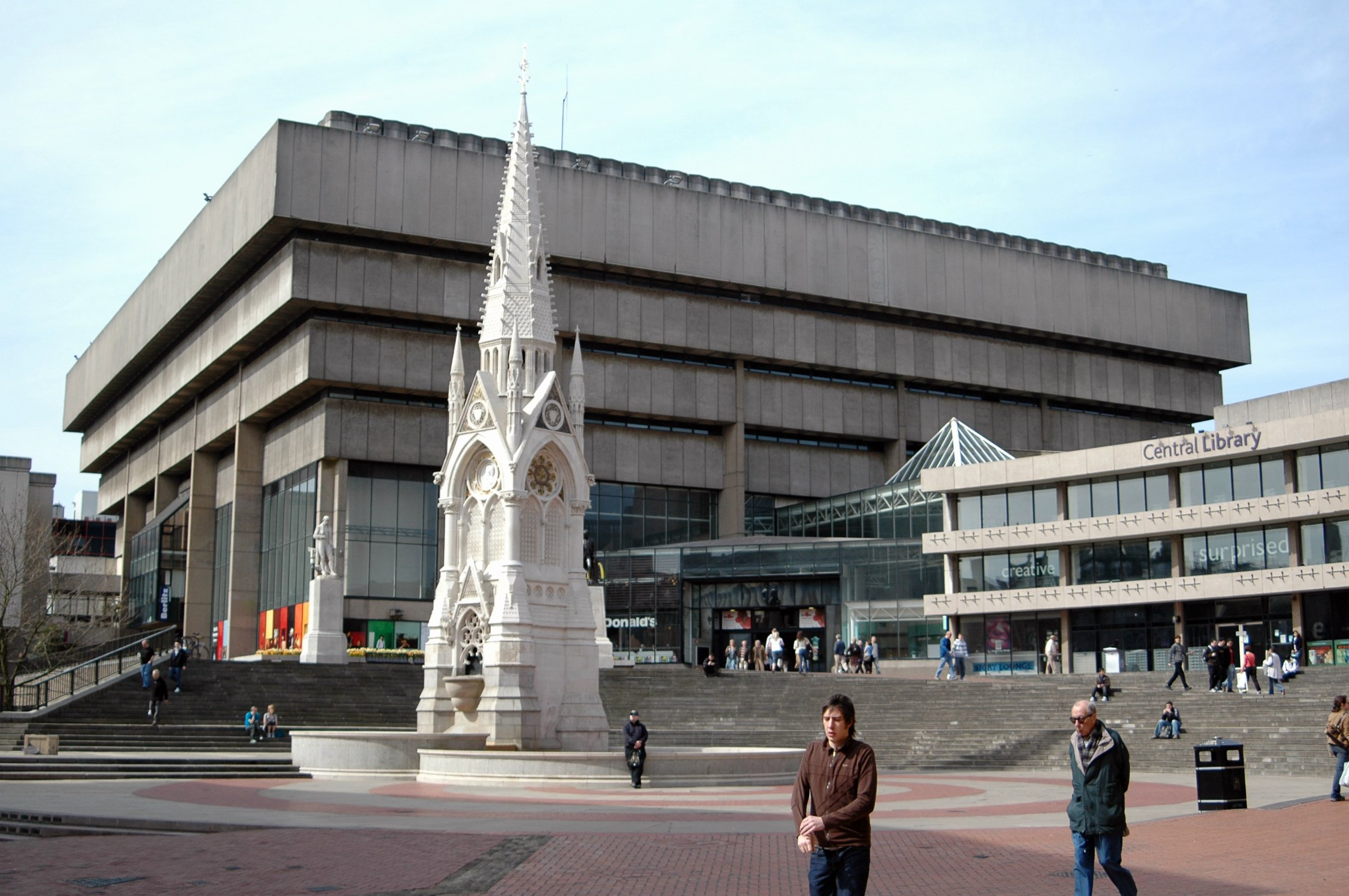
图书馆
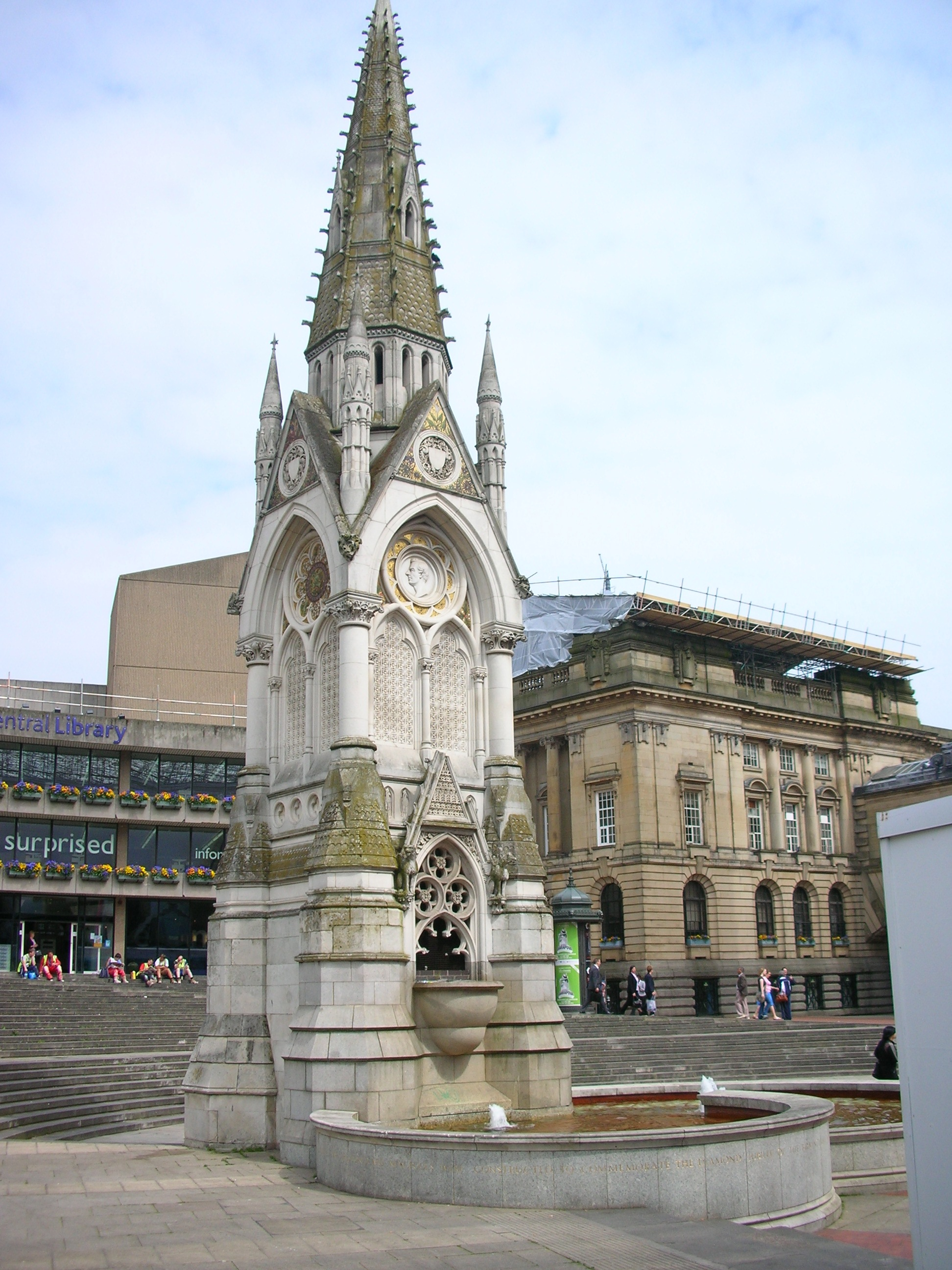
张伯伦纪念碑
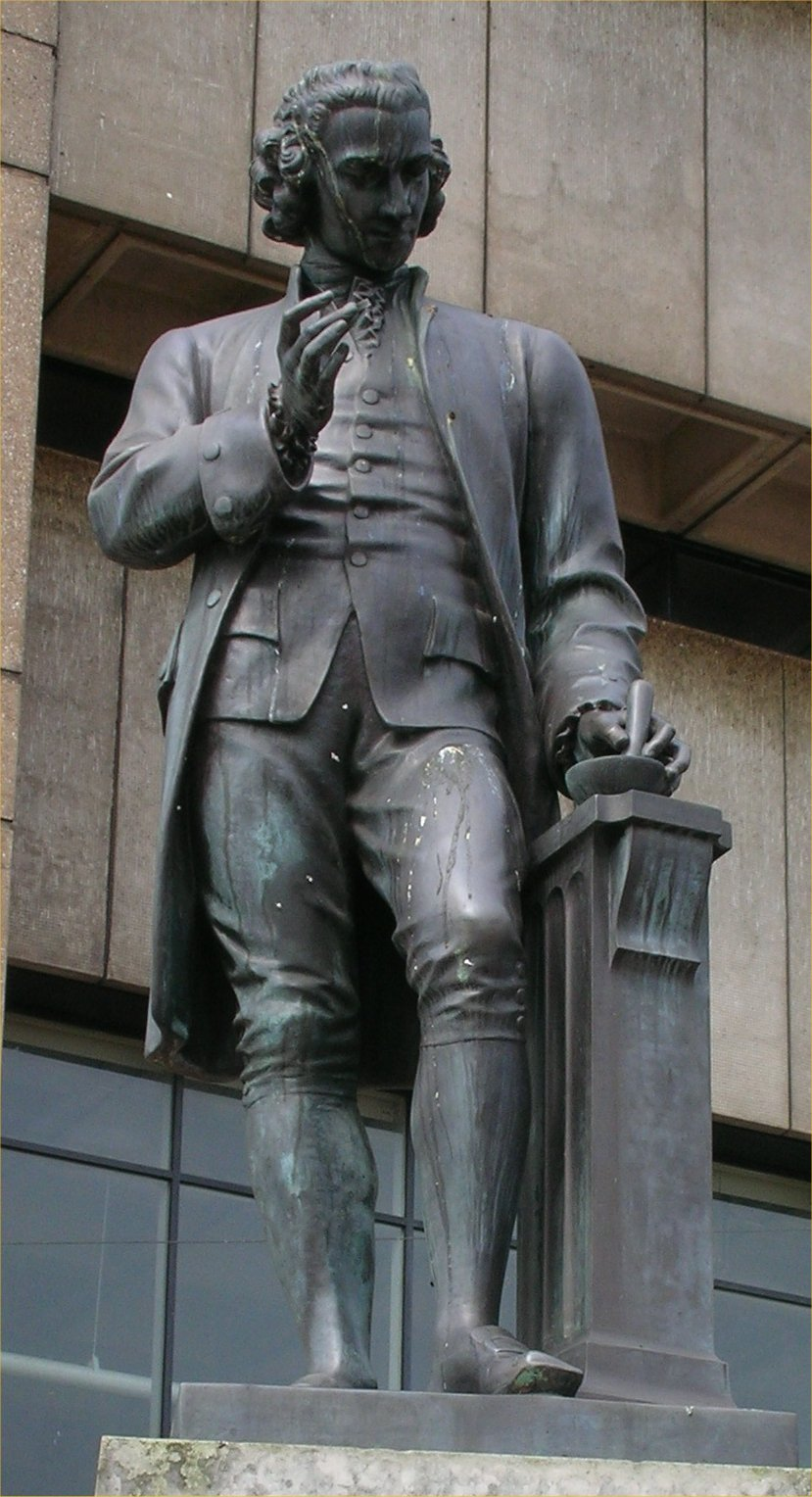
约瑟夫·普里斯特利
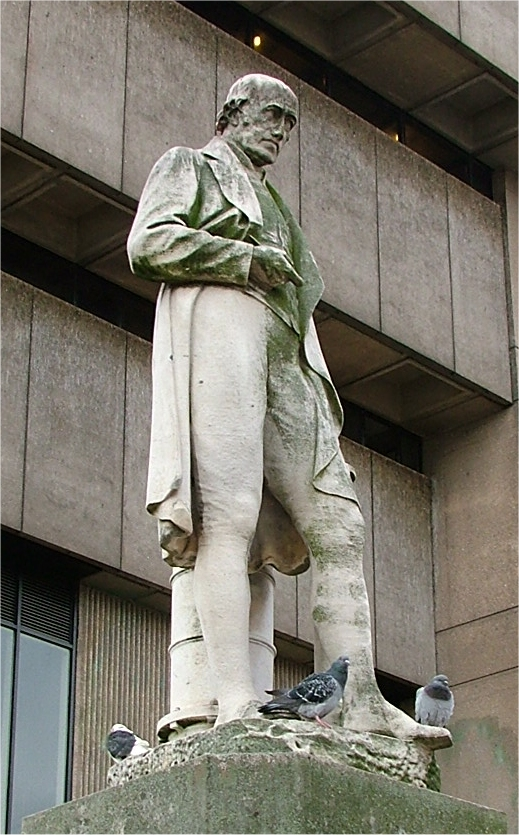
詹姆斯·瓦特
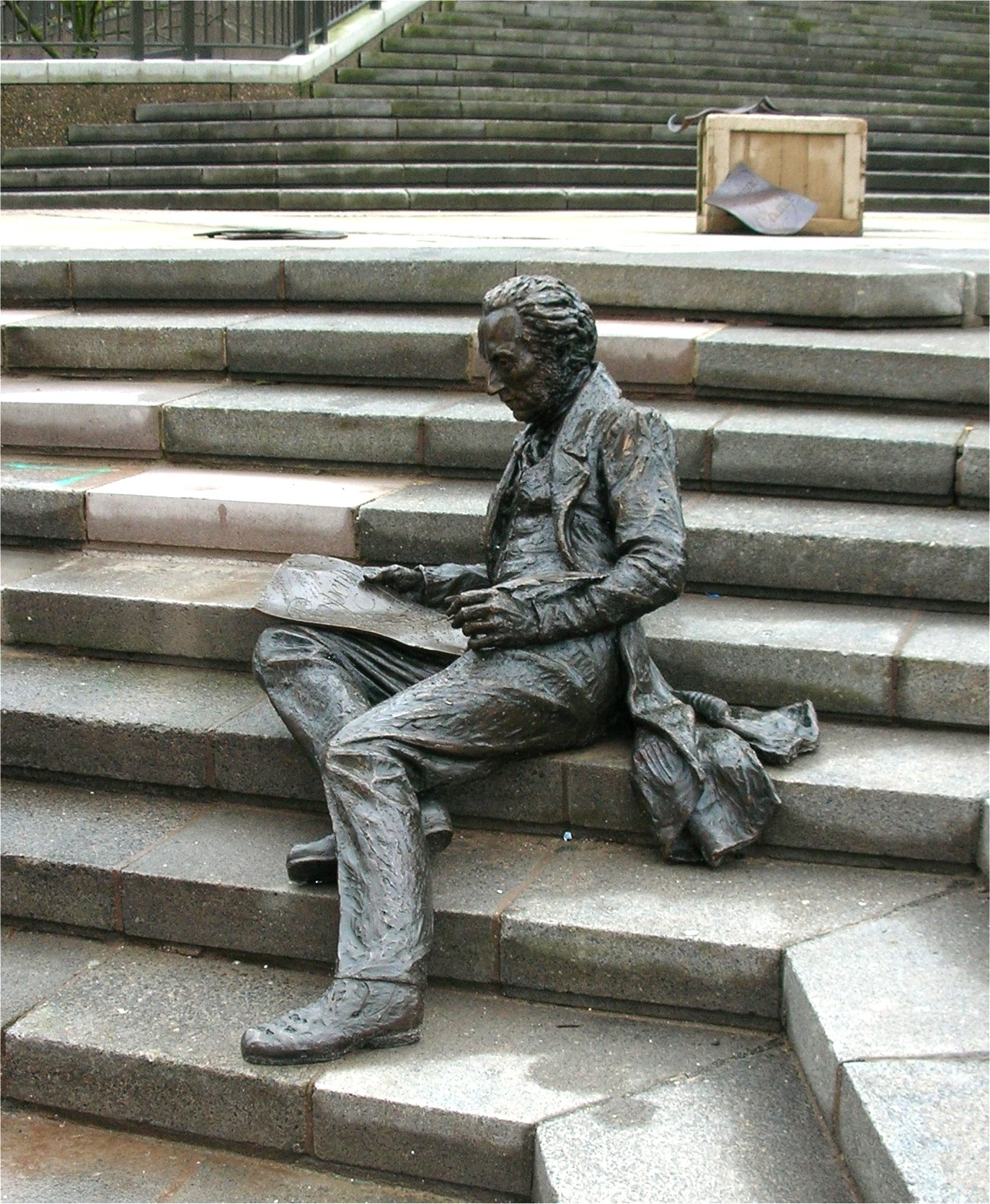
托马斯·阿特伍德